# Platyproctus griseolus
Platyproctus griseolus är en insektsart som beskrevs av Mitjaev 1971. Platyproctus griseolus ingår i släktet Platyproctus och familjen dvärgstritar. Inga underarter finns listade i Catalogue of Life.